# كومار كريشنا
كومار كريشنا (بالإنجليزية: Kumar Krishna)‏ هو عالم حشرات أمريكي، ولد في 21 يونيو 1928 في يانغون في ميانمار، وتوفي في 19 سبتمبر 2014 في مانهاتن في الولايات المتحدة.